# Mourão (Vila Flor)
Mourão is een plaats (freguesia) in de Portugese gemeente Vila Flor en telt 139 inwoners (2001).